# Jambalaya Tour
Albums de Eddy Mitchell
Jambalaya
(2006) Grand Écran
(2009)
Jambalaya Tour est le quatorzième album live d'Eddy Mitchell sorti en 2007 sur le label Polydor. L'album a été enregistré au Zénith de Dijon le 26 avril 2007, au Summum de Grenoble le 27 avril 2007 et à l'Aréna de Genève le 28 avril 2007.
La version de Be Bop a Lula chantée en duo avec Johnny Hallyday, mêle le texte d'origine de Gene Vincent et l'adaptation française écrite et interprété par Mitchell à l'époque des Chaussettes Noires.

## Liste des titres
- Textes Claude Moine (sauf indications contraires).
- Musique Pierre Papadiamandis (sauf indications contraires).

- CD 1

| 1.  | I'm Comin' Home (interprété par Le groupe)                        | Johnny Horton                | Johnny Horton                    | 5:49 |
| 2.  | Bye bye Johnny B. Goode (Bye Bye Johnny)                          |                              | Chuck Berry                      | 4:22 |
| 3.  | Le Seul Survivant                                                 |                              | Jean-Philippe Nataf              | 6:11 |
| 4.  | Fume cette cigarette (Smoke! Smoke! Smoke! (That Cigarette) (en)) |                              | Tex Williams (en) - Merle Travis | 3:49 |
| 5.  | Sur la route 66                                                   |                              |                                  | 4:25 |
| 6.  | Ça le fait                                                        |                              | Michel Amsellem                  | 5:12 |
| 7.  | Rio Grande                                                        |                              |                                  | 5:05 |
| 8.  | J'aime pas les gens heureux                                       |                              |                                  | 5:43 |
| 9.  | Ma Nouvelle-Orléans                                               |                              |                                  | 4:08 |
| 10. | Je chante pour ceux qui ont le blues                              |                              |                                  | 4:27 |
| 11. | Paloma dort                                                       | Marie Nimier, Thierry Illouz | Art Mengo                        | 4:41 |
| 12. | 18 ans demain                                                     |                              |                                  | 5:20 |
| 13. | Y'a un bon dieu                                                   |                              | Henri Salvador                   | 4:33 |
| 14. | On veut des légendes (version solo)                               |                              |                                  | 4:15 |

- CD2

| 1.  | J'aime les interdits                                                           |                                         |                                   | 3:39 |
| 2.  | Au bar du Lutetia                                                              |                                         | Michel Amsellem                   | 4:57 |
| 3.  | Lèche-bottes Blues                                                             | Claude Moine, Boris Bergman             |                                   | 5:23 |
| 4.  | Le Cimetière des éléphants                                                     |                                         |                                   | 4:32 |
| 5.  | La dernière Séance                                                             |                                         |                                   | 5:45 |
| 6.  | Il ne rentre pas ce soir                                                       |                                         |                                   | 4:09 |
| 7.  | Couleur menthe à l'eau                                                         |                                         |                                   | 3:57 |
| 8.  | Jambalaya (reprise) (chant + présentation du groupe)                           | Hank Williams                           | Hank Williams                     | 9:26 |
| 9.  | À crédit et en stéréo (No Particular Place to Go)                              |                                         | Chuck Berry                       | 5:03 |
| 10. | Pas de boogie woogie (Don't Boogie Woogie (When You Say Your Prayers Tonight)) |                                         | Laying Martine Jr                 | 6:22 |
| 11. | Au bord du Bayou (instrumental)                                                |                                         | Michel Gaucher                    | 4:08 |
| 12. | On veut des légendes (en duo avec Johnny Hallyday)                             |                                         |                                   | 4:16 |
| 13. | Be Bop a Lula (en duo avec Johnny Hallyday)                                    | Claude Moine, Gisèle Vesta (adaptation) | Sheriff "Tex" Davis, Gene Vincent | 5:16 |

## Musiciens
- Peter Thomas : batterie
- David Faragher : basse et chœurs
- Todd Sharp : guitares et chœurs
- Thomas Canning : claviers
- Basile Leroux : guitares
- Michel Gaucher : saxophone et arrangements d'orchestre
- Éric Giausserand : trompette et buggle